# Gastronomische Gesellschaft
Eine Gastronomische Gesellschaft (spanisch sociedad gastronómica; baskisch txoko ‚Ecke, Winkel, kleine Lokalität‘; französisch société gastronomique) ist im spanischen Baskenland, in Navarra und im französischen Baskenland ein Verein mit festem Vereinssitz, an dem zu besonderen Anlässen von einem oder mehreren Vereinsmitgliedern ein Menü zubereitet wird, das von der Tischgesellschaft aus Mitgliedern und ggf. ihren Gästen verspeist wird. An manchen Orten des Baskenlands, hauptsächlich in Gipuzkoa, nennt man diese Einrichtungen einfach Gesellschaften (spanisch sociedades).
Ihre Besonderheit besteht darin, dass derjenige, der kocht, es unentgeltlich tut, während die Zutaten von den Teilnehmern mitgebracht werden. Ausgenommen sind Basiszutaten, die, genau wie Getränke, von der Gesellschaft zur Verfügung gestellt werden. Wenn das Ereignis vorüber ist, wird eine Rechnung der benutzten Basiszutaten und der konsumierten Getränke aufgestellt und die unterschriebene Rechnung sowie das Geld dafür in einen verschlossenen Briefkasten im Bereich der Gesellschaft hinterlassen.
Die gemeinschaftlichen Ausgaben werden durch den Mitgliedsbeitrag gedeckt. Die Mitglieder sind üblicherweise Männer. Bis vor Kurzem war Frauen der Zugang zu den Gesellschaften vollständig verwehrt. Noch heute gibt es einige, in denen Frauen der Zugang unmöglich ist, wie die Sociedad Gaztelubide in Donostia-San Sebastián. Auf dem Portal der Gesellschaften führt man dies auf den angeblich matriarchalischen Ursprung der baskischen Gesellschaft zurück: Der Mann, obwohl er Familienoberhaupt sei und gesellschaftlich als solches fungiere, nehme im Haushalt nur eine passive Rolle ein, und die Gesellschaften dienten dazu, dass die Männer den Häusern und damit der Kontrolle durch die Frauen entfliehen könnten. Damit sei auch das ursprüngliche Verbot für diese, den Gesellschaften ebenfalls beizutreten, erklärbar.

## Eigenheiten
Eine grundsätzliche Eigenschaft der gastronomischen Gesellschaften ist es, dass die eigenen Mitglieder kochen. Das beginnt mit dem Einkauf auf dem Markt, wenn das Rohmaterial nicht anderweitig beschafft wird, etwa durch Jagd, Fischen oder Sammeln. Nach dem Kochen werden normalerweise die Küchenutensilien geputzt und aufgeräumt (manchmal gibt es einen Reinigungsdienst).
Es ist sehr verbreitet, dass nach dem Essen oder während des Essens in der Gruppe gesungen wird. Die im Baskenland verbreitete Neigung, zusammen zu singen, ist weit verbreitet; dergestalt, dass es sehr geläufig ist, auf Gruppen aus allen Altersschichten zu stoßen, die während der geselligen Runde nach dem Essen oder schon während des Essens zusammen singen oder singend durch die Bars ziehen.

## Andere Gesellschaften

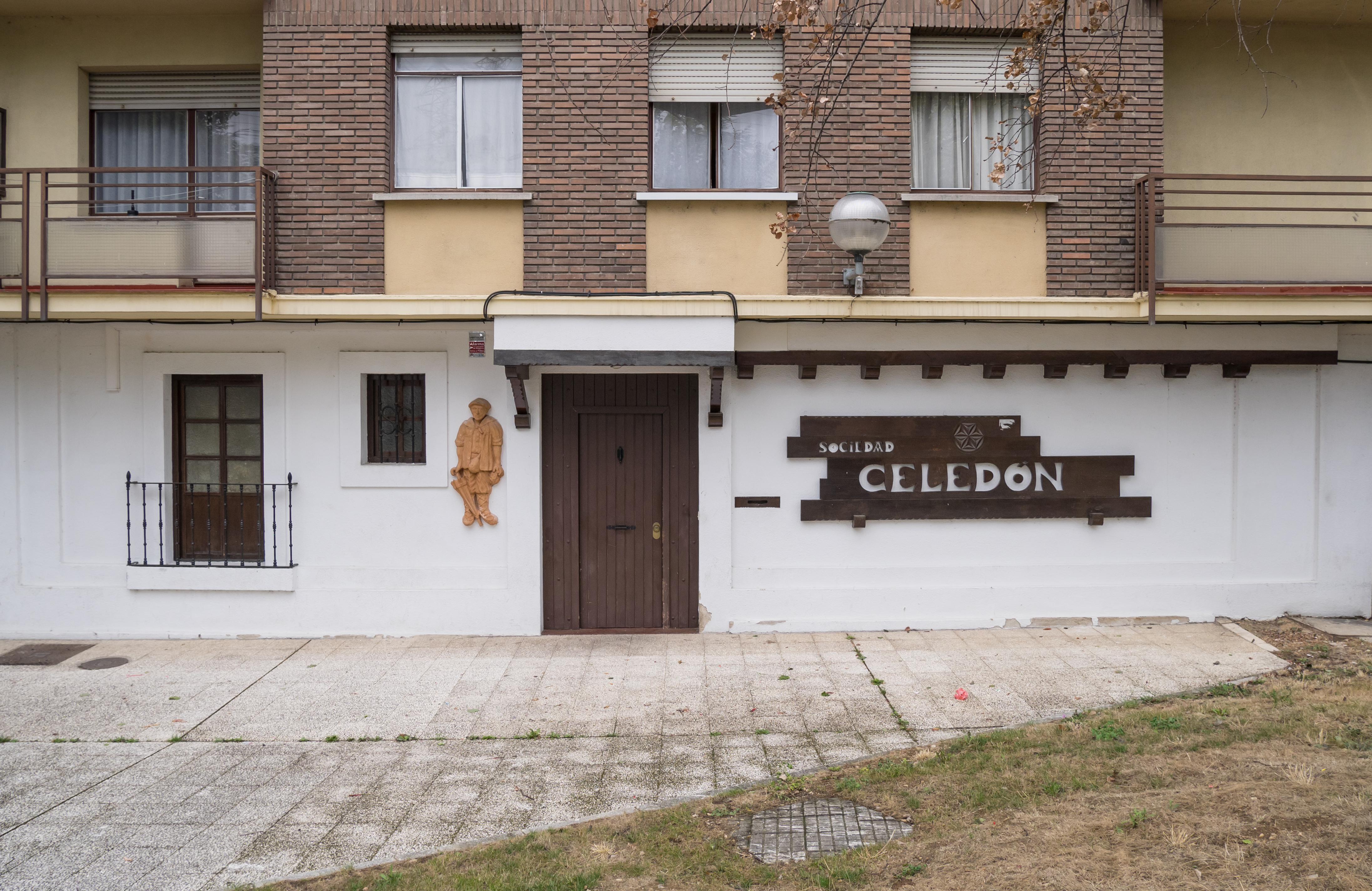
Sitz einer gastronomischen Gesellschaft in Vitoria

In einigen großen Häusern pflegt man, einen Bereich, normalerweise einen Keller oder ein Souterrain, für Treffen mit Freunden herzurichten. Dieser Ort hat normalerweise eine Küche und einen großzügigen Tisch und wird, in Analogie, auch als txoko bezeichnet.
Es gibt auch eine Variante dieser Gesellschaften, die Stammtisch (peña) genannt wird. Sie sind verbreitet in Navarra, und die berühmtesten sind in Pamplona, sie nennen sich Stammtische des San Fermín (peñas sanfermineras).
Der Brauch, dass die Mitglieder ausschließlich Männer sind, wird heutzutage im Fall der Stammtische nicht weitergeführt.